# 65 : La Terre d'avant
Pour plus de détails, voir Fiche technique et Distribution.
65 : La Terre d'avant (65) est un film américain réalisé par Scott Beck et Bryan Woods (en) et sorti en 2023.

## Synopsis
Il y a 65 millions d’années, sur la planète Somaris, Mills quitte sa femme Alya et sa fille Nevine et part pour une mission d'exploration en espace lointain comme pilote à bord du Zoïc pendant deux ans. Il a accepté de quitter les siens si longtemps en échange d'un important salaire, qui servira à payer les soins de sa fille malade. Alors que Mills et l'équipage sont en sommeil dans leurs caissons, le Zoïc est frappé par un champ d'astéroïdes et s'écrase sur une planète non répertoriée. Voyant de nombreux caissons écrasés, Mills pense être le seul survivant jusqu'à ce qu'il découvre la jeune Koa, âgée d'environ 9 ans, qui ne parle pas la même langue. Malgré leurs difficultés à communiquer à cause d'un traducteur hors-service, ils vont tenter de localiser la navette de secours, située à environ 15 kilomètres du site du crash. Mills et Koa vont cependant devoir survivre aux dangers qui peuplent la Terre à cette époque.

## Fiche technique
Sauf indication contraire, les informations mentionnées dans cette section peuvent être confirmées par la base de données cinématographiques IMDb,  présente dans la section « Liens externes ».
- Titre original et québécois : 65
- Titre français : 65 : La Terre d'avant
- Réalisation et scénario : Scott Beck et Bryan Woods
- Musique : Chris Bacon
- Décors : Kevin Ishioka
- Costumes : Michael Kaplan
- Photographie : Salvatore Totino
- Montage : Jane Tones et Josh Schaeffer
- Production : Zainab Azizi, Scott Beck, Deborah Liebling, Sam Raimi et Bryan Woods
- Production déléguée : Jason Cloth, Aaron L. Gilbert et Douglas C. Merrifield
- Sociétés de production : Columbia Pictures, Bron Creative, Raimi Productions et Beck/Woods
- Sociétés de distribution : Sony Pictures Releasing France (France), Sony Pictures Releasing (États-Unis)
- Budget : 45 millions de dollars[1]
- Pays de production :  États-Unis
- Langue originale : anglais
- Format : couleur
- Genre : science-fiction, thriller, action, survie
- Durée : 93 minutes
- Dates de sortie[2] : 
  - États-Unis : 10 mars 2023
  - France : 15 mars 2023
- Classification :
  - États-Unis : PG-13 (les enfants de moins de 13 ans doivent être accompagnées d'un adulte)
  - France : Tout public avec avertissement lors de sa sortie en salles

## Distribution
Sauf indication contraire, les informations mentionnées dans cette section peuvent être confirmées par la base de données cinématographiques IMDb,  présente dans la section « Liens externes ».
- Adam Driver (VF : Valentin Merlet ; VQ : Christian Perrault) : Mills
- Ariana Greenblatt (VF : Laurie Sanial ; VQ : Emma Bao Linh Tourné) : Koa
- Chloe Coleman (en) (VF : Victoire Pauwels ; VQ : Estelle Fournier) : Nevine
- Nika King (en) (VF : Aurélie Konaté ; VQ : Sofia Blondin) : Alya
- Brian Dare (VQ : Manon Leblanc) : Ordinateur du Zoïc (voix, non crédité)

## Production

### Attribution des rôles
En septembre 2020, Adam Driver est annoncé dans le rôle principal d'un film produit, écrit et réalisé par Scott Beck et Bryan Woods. Sam Raimi est également annoncé à la production,,,,.
En novembre 2020, Ariana Greenblatt, révélée par la série Harley, le cadet de mes soucis, est annoncée. Chloe Coleman la rejoint le mois suivant.

### Tournage
Le tournage débute le 16 novembre 2020 à La Nouvelle-Orléans. Les prises de vues se déroulent également début 2021 dans la forêt nationale de Kisatchie et la paroisse de Vernon, ainsi que dans l'Oregon et dans les Studios de Cinéma Sony en Californie.
Produit avec un budget initial de 91 millions de dollars, le film coûte finalement 45 millions après abattement fiscal.

## Musique
En février 2021, Danny Elfman est annoncé comme compositeur de la musique du film. Cependant, en mars 2023, la participation de Chris Bacon — fréquent collaborateur de Danny Elfman — est annoncée. Alors que les deux devaient initialement être crédités au générique, seul le premier l'est. Danny Elfman ne compose que quelques musiques additionnelles,. Par ailleurs, Michael Giacchino est crédité comme « score consultant » et Gad Emile Zeitune comme compositeur de la musique additionnelle.
Distribuée par Sony, la bande originale du film est composée des titres suivants : 

## Sortie et accueil

### Dates de sortie
Initialement, le film devait sortir le 13 mai 2022. Mais la date ne cesse d'être repoussée, passant du 29 avril 2022 au 14 avril 2023, puis au 28 avril 2023,,. Finalement, la sortie est prévue pour le 10 mars 2023 aux États-Unis, distribué par Sony Pictures Releasing. Toutefois, un dernier ajustement se produisit : la sortie est décalée d'une semaine, aussi bien aux États-Unis qu'en France, afin d'éviter un choc frontal avec les productions américaines Creed 3 et Scream 6. Les dates définitives de sorties sont donc fixées aux 17 mars 2023 aux États-Unis et au 15 mars 2023 en France.

### Accueil critique
Dans le monde anglo-saxon, 65 : La Terre d'avant reçoit de la part de l’agrégateur Rotten Tomatoes la note de 34 % défavorable pour un total de 90 critiques. Le site Metacritic donne quant à lui la note de 40⁄100 pour un total de 27 critiques.
En France, le site Allociné donne la note de 2,1⁄5, après avoir recensé 6 critiques de presse.

### Box-office
Pour son premier jour d'exploitation en France, 65 : La Terre d'avant a réalisé 19 320 entrées, dont 3 123 en avant-première, pour un total de 1 279 séances proposées. En comptant pour ce premier jour les avant-premières, le film se positionne en troisième place du box-office des nouveautés pour sa journée de démarrage, derrière Sage-Homme (31 685) et devant Houria (10 605).
Au bout d’une première semaine d’exploitation dans les salles françaises, bénéficiant en partie du Printemps du cinéma, le long-métrage totalise 187 043 entrées, pour une huitième place au box-office hebdomadaire, derrière Les Petites Victoires (212 870) et devant The Fabelmans (115 970).
| Pays ou région        | Box-office        | Date d'arrêt du box-office | Nombre de semaines |
| --------------------- | ----------------- | -------------------------- | ------------------ |
| États-Unis Canada     | 32 062 904 $      | 11 mai 2023                | 9                  |
| France                | 298 999 entrées   | 18 avril 2023              | 4                  |
| Total hors États-Unis | +028 667 664, USD | n/a                        | n/a                |
| Total mondial         | +060 730 568, USD | n/a                        | n/a                |